# William Hanna Shomali
William Hanna Shomali (Bait Sahur, Cisjordânia, 15 de maio de 1950) é um ministro jordaniano, teólogo católico romano e bispo auxiliar do Patriarcado Latino de Jerusalém. Desde 2021 é Vigário Geral no Patriarcado Latino e Vigário Patriarcal para Jerusalém e Palestina.

## Biografia
William Hanna Shomali entrou no Seminário Menor de Beit Jala em 1961 e depois no Seminário Maior de Beit Jala. Após se formar em filosofia e teologia, foi ordenado sacerdote em 24 de junho de 1972. Ele foi então capelão em Zarqa, Jordânia e pároco em Shatana, Jordânia. Em 1980, Shomali se formou na Universidade de Yarmuk com uma pós-graduação em Literatura Inglesa e foi professor, depois diretor do Seminário Menor de Beit Jala. Em 1989 completou o doutorado em ciências litúrgicas no Pontifício Ateneu Sant'Anselmo de Roma e trabalhou como professor de liturgia, vice-reitor e decano de estudos na Faculdade de Filosofia e Teologia do Seminário Maior de Beit Jala.
Em 1998 tornou-se Administrador Geral e Tesoureiro do Patriarcado Latino de Jerusalém. Em 2005, Shomali foi nomeado reitor do Seminário do Patriarcado Latino de Beit Jala, até 2009, quando foi nomeado Chanceler do Patriarcado.
O Papa Bento XVI nomeou William Hanna Shomali como bispo titular de Lydda em 31 de março de 2010 e o nomeou para suceder Kamal Bathish como bispo auxiliar no Patriarcado Latino de Jerusalém. Ele serviu primeiro como Vigário Patriarcal para Israel, Territórios Palestinos, Jordânia e Chipre. O Patriarca Latino de Jerusalém, Fouad Twal, o consagrou bispo em 27 de maio do mesmo ano em Belém; os co-consagradores foram os dois bispos auxiliares do Patriarcado Latino de Jerusalém, Salim Sayegh e Giacinto-Boulos Marcuzzo.
O Arcebispo Pierbattista Pizzaballa OFM nomeou Dom Shomali como Vigário Patriarcal para a Jordânia em 8 de fevereiro de 2017, sucedendo ao Arcebispo Maroun Lahham. Em 8 de julho de 2020, o Papa Francisco o nomeou membro do Pontifício Conselho para o Diálogo Inter-religioso.
O Patriarca Latino de Jerusalém, Pierbattista Pizzaballa OFM, nomeou Shomali como Vigário Geral no Patriarcado Latino e Vigário Patriarcal para Jerusalém e Palestina em 2 de julho de 2021.